# Ruanda en los Juegos Olímpicos de Tokio 2020
Ruanda estuvo representada en los Juegos Olímpicos de Tokio 2020 por seis deportistas, cuatro hombres y dos mujeres, que compitieron en tres deportes.
Los portadores de la bandera en la ceremonia de apertura fueron el atleta John Hakizimana y la nadadora Alphonsine Agahozo. El equipo olímpico ruandés no obtuvo ninguna medalla en estos Juegos.